# Sabino di Catania
Sabino di Catania (... – Monastero etneo, 15 ottobre 760) fu vescovo di Catania nell'VIII secolo; è venerato come santo da tutte le Chiese che ammettono il culto dei santi.

## Biografia
Sabino, vissuto nel secolo VIII, fu uno dei vescovi di Catania più stimati e apprezzati, tanto da essere venerato come santo dalla chiesa catanese.
Egli, oppresso dalla pesante gestione della diocesi di Catania, decise un giorno di ritirarsi in un monastero alle falde dell'Etna, per dedicarsi totalmente alla preghiera. In questa sua decisione fu seguito da alcuni suoi discepoli, che lo imitarono nello stile di vita ascetico.
La località del monastero in cui il vescovo Sabino si ritirò non è certa. Alcuni agiografi individuano questa località nel territorio che oggi appartiene a Zafferana Etnea, antica contrada immersa nella pace e nella tranquillità dei boschi etnei, che avrebbero di certo favorito la meditazione dei monaci.